# Jehova's getuigen

Logo van jw.org, de website van Jehova's getuigen

Jehova's getuigen vormen een millennialistische, restaurationistische sekte binnen het christendom. De sekte is voortgekomen uit het adventisme en hanteert geloofspunten die op onderdelen van de meeste christelijke geloofsrichtingen afwijken; zo geloven zij niet in de Drie-eenheid.
Jehova's getuigen geloven dat zij de enige juiste religie hebben en dat alle niet-Jehova's getuigen direct of indirect 'Satan de Duivel' aanbidden. Mede daarom beperken Jehova's getuigen sociale omgang met niet-leden zo veel mogelijk.
Jehova's getuigen geloven dat de mensheid zich in de "eindtijd" bevindt, de laatste fase voordat God ingrijpt, wat hen een eindtijdbeweging maakt. Omdat ze geloven dat alle niet-Jehova's getuigen dan zullen worden vernietigd, proberen zij deze mensen te overtuigen van hun geloof. Jehova's getuigen staan erom bekend dit te doen door (vaak getweeën) van deur tot deur gaan, de velddienst, die zij vanuit hun organisatie verplicht zijn te vervullen. Hierbij verspreiden leden van deze sekte hun boodschap aan de hand van de Bijbel in de eigen vertaling (Nieuwewereldvertaling van de Bijbel) en publicaties van het Wachttorengenootschap.
Jehova's getuigen beschouwen de Bijbel als foutloos en zij geloven dat wat er in de Bijbel staat echt gebeurd is en wetenschappelijk juist is. Hiermee behoren zij tot de stroming van christenfundamentalisme. Ze geloven dat zij aanbidden zoals dat ook in het vroege christendom werd gedaan, een opvatting die restaurationisme wordt genoemd. 
De sekte ontstond eind 19e eeuw in de Verenigde Staten en is een aftakking van de door Charles Taze Russell gestichte Bible Students Association, een beweging van Bijbelonderzoekers.
Men treedt toe tot de sekte door het ritueel van de volledige onderdompeling (doop) op (bijna) volwassen leeftijd; Jehova's getuigen kennen geen kinderdoop. Wereldwijd zijn er zo'n 8,7 miljoen Jehova's getuigen, waarvan in 2019 in België ruim 25.000, in Nederland ruim 29.000 en in 2012 in Suriname ruim 6.600.
Het bestuur van Jehova's getuigen noemt zich het Besturend Lichaam. Hun kerkgenootschap heet officieel Christelijke Gemeente van Jehovah's Getuigen.

## Religieuze ideeën

### Enige juiste religie
Jehova's getuigen geloven dat zij de enige 'ware' of juiste religie aanhangen. Zij geloven ook dat hun geschiedenis terug te voeren is tot Abel (de zoon van Adam en Eva) en er sindsdien een "ononderbroken lijn van Getuigen" is geweest, met in deze "lijn" personen als Henoch en Noach. Ze noemen Jezus "Jehovah's grootste Getuige" en de Bijbel "het Boek door Jehovah's getuigen".
Jehova's getuigen verwijzen naar hun doctrinaire corpus als "de waarheid" en noemen lidmaatschap van de beweging "in de waarheid zijn". Ze geloven dat "de waarheid" door Jezus is gedelegeerd aan de "getrouwe en beleidvolle slaaf" (naar Matteüs 24:45), die zij interpreteren als het Besturend Lichaam - het hoofdbestuur van Jehova's getuigen. Zij geloven dat alle andere religies "onwaar" en vals zijn en uit Satan voortspruiten. Volgens hen aanbidden daarom alle niet-Jehova's getuigen direct of indirect Satan. Zij geloven dat als God binnenkort ingrijpt alle niet-Jehova's getuigen zullen worden vernietigd. Vanwege dit standpunt zijn Jehova's getuigen niet aangesloten bij organisaties als de Wereldraad van Kerken, de Raad van Kerken in Nederland en dergelijke.

#### "Nieuw licht"
De publicaties van Jehova's getuigen leren dat doctrinaire wijzigingen en verfijningen het resultaat zijn van een proces van progressieve openbaring, waarin God Zijn wil en voornemen geleidelijk onthult en waarbij "nieuw licht" (doctrinaire wijzigingen) wordt bereikt door redeneren en studie, de leiding van de Heilige Geest en aanwijzingen van Jezus Christus en engelen. Er wordt ook gezegd dat de leden van het Besturend Lichaam door de Heilige Geest worden geholpen om "diepe waarheden" te onderscheiden, die vervolgens door het voltallige Besturend Lichaam worden besproken voordat deze eventueel besluit tot een doctrinaire wijziging.
In sommige gevallen zijn eerder verlaten doctrines opnieuw opgenomen in het doctrinaire corpus "de waarheid". In het geval van de interpretatie van de "superieure autoriteiten" uit Romeinen 13 werd de oorspronkelijke interpretatie van stichter Russell door zijn opvolger Rutherford verlaten in 1929, maar opnieuw ingenomen in 1962. Het Besturend Lichaam leert dat de doctrinaire wijziging in 1929 (naar wat sinds 1962 als een "vals-religieuze leer" wordt beschouwd) noodzakelijk was om 'Gods volk [lees: Jehova's getuigen] te helpen aan hun compromisloze neutraliteit vast te houden in de Tweede Wereldoorlog en Koude oorlog.'

#### Organisatie
Jehova's getuigen geloven dat God zowel in de hemel als op aarde een organisatie gebruikt en dat Jehova's getuigen, onder leiding van hun Besturende Lichaam, het enige zichtbare kanaal zijn waarop God met de mensheid communiceert. Van deze organisatie wordt gezegd: "Het is een theocratische organisatie, die van God af naar beneden, en niet van de gemeenteleden af naar boven, wordt bestuurd."

### God
Jehova's getuigen geloven in een almachtige God en zij stellen: "De titel „God” is noch een eigennaam noch stelt hij de identiteit van de drager ervan vast". Volgens Jehova's getuigen is het gebruik van de naam "Jehovah" voor de christelijke God daarom zo belangrijk, "omdat zijn naam de persoon vertegenwoordigt die hij is. ... Zo verzekert de naam Jehovah ons dat God volkomen in staat is zijn wil te volvoeren tot zegen van allen die hem dienen, wat er ook gebeurt."
Jehova's getuigen geloven niet in de Drie-eenheid, een opvatting die ook wel unitarisme wordt genoemd. Ze geloven dat de Heilige Geest "een kracht is door middel waarvan God zijn wil volbrengt. ... Kort gezegd is de heilige geest Gods aangewende kracht, zijn kracht zoals hij die werkzaam laat zijn." Hoewel Jehova's getuigen geloven dat de Parakleet slaat op de Heilige Geest, geloven zij niet dat de Heilige Geest een persoon is.

### Jezus Christus
Jehova's getuigen geloven dat Jehova de schepping van het universum heeft verricht, waarbij hij eerst Jezus (in zijn voormenselijke gedaante) schiep en de rest van de schepping liet verlopen door bemiddeling van Jezus.
Jezus Christus is Gods zoon, maar maakt geen deel uit van een Drie-eenheid. Hij is het hoogste schepsel en wordt beschouwd als dezelfde persoon als de aartsengel Michaël. "Hij is de op een na hoogste persoon in het universum." Ze geloven "dat hij een voormenselijk bestaan heeft gehad en dat zijn leven vanuit de hemel werd overgebracht naar de schoot van een maagd, Maria". "Deze Zoon is door Jehovah naar de aarde gezonden om zijn leven als losprijs voor de mensheid te geven en aldus de weg tot eeuwig leven te openen voor diegenen van Adams nageslacht die geloof zouden oefenen." Zij geloven daarnaast dat hij aan een martelpaal of boom is gestorven, in plaats van aan het Kruis. "Deze zelfde Zoon, die weer tot hemelse heerlijkheid is verhoogd, regeert thans als Koning," "met de autoriteit die God hem sinds 1914 gegeven heeft", "om alle goddelozen te vernietigen en zijn Vaders oorspronkelijke voornemen met betrekking tot de aarde te verwezenlijken."

### Bijbel
Jehova's getuigen geloven dat de Bijbel het onfeilbare Woord van God is. God heeft de boodschap aan mensen gegeven zoals een zakenman een secretaresse dicteert. Zij beschouwen de 66 boeken van de protestantse canon als door God geïnspireerd en als absolute waarheid. Bij interpretatie ervan hanteren zij het principe: letterlijk waar mogelijk, symbolisch waar het niet anders kan.
Jehova's getuigen geloven in een vrij letterlijke versie van het scheppingsverhaal in Genesis, maar zij beschouwen de "dagen" van de schepping als perioden van duizenden jaren. Op basis hiervan kunnen ze worden geclassificeerd als Oude-aardecreationisten. Ook de wonderen in de Bijbel worden beschouwd als historische feiten. "De historiciteit ervan in twijfel trekken, betekent alle wonderen uit de Bijbel in twijfel trekken, met inbegrip van de opstanding van Jezus Christus zelf. En de opstanding van Jezus loochenen, betekent het christelijke geloof in zijn totaliteit loochenen". Jehova's getuigen beschouwen de historisch-kritische methode (die zij consequent "hogere (Bijbel)kritiek" noemen) derhalve als grote vijand.
Omdat de reeds bestaande Bijbelvertalingen "werden vervaardigd door geestelijken en zendelingen van religieuze sekten van de christenheid, en hun vertalingen in mindere of meerdere mate werden beïnvloed door de heidense filosofieën en onschriftuurlijke overleveringen die hun religieuze stelsels van het verleden hadden geërfd, alsook door de neiging tot hogere kritiek", hebben zij een eigen vertaling vervaardigd: de Nieuwewereldvertaling van de Bijbel.

### Ziel, opstanding en dood
Jehova's getuigen geloven niet dat de mens een onsterfelijke ziel heeft die voortleeft na de dood. Uit het gebruik van de oorspronkelijke termen in het Hebreeuws en Grieks voor ziel maken Jehova's getuigen op "dat de ziel een persoon of een dier is of het leven dat een persoon of dier bezit". Zij beschouwen de opvatting als zou de ziel iets onstoffelijks zijn als on-Bijbels.
Jehova's getuigen zijn aanhangers van het annihilationisme en geloven dus dat een persoon ophoudt te bestaan bij de dood, er geen leven na de dood is, totdat een (eventuele) wederopstanding de persoon weer tot leven brengt. Zij geloven niet in een hel, maar dat een deel van de mensheid geen opstanding krijgt, waarbij aan verstokte kwaaddoeners moet worden gedacht, zoals Judas Iskariot.
Degenen die een opstanding krijgen, worden door de Jehova's getuigen in twee groepen verdeeld:
- 144.000 gezalfde christenen die een hemelse opstanding krijgen
- de rest van de gestorven mensheid die een aardse opstanding krijgt.

#### 144.000
Jehova's getuigen geloven dat precies 144.000 getrouwe mannen en vrouwen vanaf het eerste Pinksteren (33 n.Chr.) tot aan het toekomstige uitbreken van de "grote verdrukking" (zie verderop) een hemelse opstanding krijgen als geestelijke wezens om de eeuwigheid met God en Jezus door te brengen. Zij geloven dat deze mensen "gezalfd" zijn door God om deel uit te maken van het geestelijke "Israël Gods". Zij geloven dat de 144.000 synoniem zijn met de "kleine kudde" uit Lucas 12:32 en dat deze personen 1.000 jaar met Christus zullen regeren als koning-priesters, terwijl alle andere door God goedgekeurde personen (de "andere schapen" uit Johannes 10:16, samengesteld uit de "grote schare" uit Openbaring 7:9,14 en de opgestane "rechtvaardigen en onrechtvaardigen" uit Handelingen 24:15) een kans krijgen om voor eeuwig te leven in een hersteld paradijs op aarde. Volgens Jehova's getuigen werden de eerste leden van de 144.000 tot hemels leven opgewekt in 1918 en werden alle leden die daarna stierven onmiddellijk tot hemels leven opgewekt.
Ze geloven dat de hemelse opstanding heeft plaatsgevonden sinds 1918 en de aardse opstanding nog in de toekomst ligt, namelijk wanneer Jezus het Paradijs op aarde herstelt. Jehova's getuigen die geloven dat zij "gezalfd" zijn, maken dat kenbaar door het brood te eten en de wijn te drinken die rondgaat bij het jaarlijkse Avondmaal, de viering ter nagedachtenis aan de dood van Christus. Volgens het Jaarboek 2012 van Jehova's getuigen beleden in 2011 bijna 12.000 Jehova's getuigen te behoren tot het "gezalfde overblijfsel" van de 144.000 - een toename van meer dan 3.000 sinds 1995. Het Jaarboek 2012 was het laatste jaarboek waarin hierover werd gerapporteerd. Voor lidmaatschap van het Besturend Lichaam is het behoren tot de "gezalfde" 144.000 een voorwaarde.

### Heilsgeschiedenis
Een centraal thema in de leer van Jehova's getuigen is de "strijdvraag". Deze strijdvraag betreft het recht van Jehova God op aanbidding. In een combinatie van het verslag van de zondeval en Job, beweren Jehova's getuigen dat Satan (een gevallen engel) dit recht betwistte. Had Jehova God echt het beste met de mensen voor? Zijn mensen beter af als zij God gehoorzamen of als zij zelf bepalen wat goed en kwaad is? Satan claimde tevens dat niemand van de mensen (maar ook niet van de geestelijke schepselen) Jehova God aanbidding gaf zonder enig eigenbelang.
Hoewel het oorspronkelijke voornemen van Jehova God was dat alle mensen op een paradijselijke aarde zouden wonen, verloren Adam en Eva dit paradijs toen zij de kant van Satan kozen en werden zij onvolmaakt; deze onvolmaaktheid hebben vervolgens alle mensen van hen geërfd. In plaats van hen onmiddellijk te doden, stond God Adam en Eva toe te proberen of zij er beter van werden zelf te bepalen wat goed en kwaad is. Tevens konden engelen en mensen tonen of zij God uit vrije wil zouden aanbidden.
Om de schaal van het verlies van volmaaktheid door Adam weer in balans te krijgen, moest een volmaakt mens sterven. Dit offer werd gebracht door Jezus, de tweede Adam. Na zijn opstanding moest Jezus lange tijd "wachten aan Gods rechterhand", maar uiteindelijk werd hij in 1914 aangesteld als koning van het in dat jaar in de hemel opgerichte Koninkrijk Gods.
In 1914 begon Jezus zijn regeerperiode met een oorlogvoering tegen Satan, die hij toen uit de hemel wierp. Omdat Satan en zijn engelen, de demonen, uit de hemel geworpen werden, naar de aarde, werd vanaf 1914 hun invloed op aarde merkbaarder: de "tijd van het einde" begon (zie volgende paragraaf). Deze periode van grote ellende zal culmineren in het zogeheten Armageddon, de beslissende oorlog die Jezus zal voeren tegen Satan en zijn aanhangers, zowel zichtbaar als onzichtbaar. Satan en zijn demonen zullen voor 1000 jaar worden geketend en alle personen die Jehova God niet gehoorzamen zullen worden vernietigd in die strijd, waardoor paradijselijke omstandigheden zullen terugkeren op aarde. Bij Jehova's getuigen staat de doctrine van de oorlog van Armageddon centraal in hun theologie.
Gedurende 1000 jaar (het Millennium) zal Jezus de doden opwekken en de mensheid terugvoeren tot volmaaktheid. Na die tijd worden Satan en zijn demonen nog eenmaal losgelaten op de mensheid: de ultieme test. Vervolgens zullen zij en hun menselijke aanhangers voor eeuwig vernietigd worden, draagt Jezus zijn Koninkrijk over aan Jehova God en begint een eeuwigdurende periode van geluk.

### 1914
Het jaar 1914 neemt een belangrijke plaats in het doctrinaire stelsel van Jehova's getuigen in. Frederick William Franz, destijds president van het Wachttorengenootschap, zei in 1979: "Het enige doel van ons bestaan als Genootschap is om aan te kondigen dat het Koninkrijk in 1914 is opgericht". De doctrine "dat de tijden der heidenen in de laatste helft van 1914 eindigden" wordt een "fundamentele Koninkrijkswaarheid" genoemd en "een van de waarheden waaraan [Jehova's getuigen] in deze tijd moeten vasthouden." Geloof in de doctrine inzake 1914 is een voorwaarde om te kunnen toetreden tot de beweging van Jehova's getuigen. Indien een Jehova's getuige deze doctrine niet meer gelooft, wordt dat gezien als "afval" en een reden tot "uitsluiting" (excommunicatie).
Jehova's getuigen geloven dat in 1914 de "tijd van het einde" begon. Zij baseren dit op een interpretatie van Daniël 4, waarin over "zeven tijden" wordt gesproken. Deze "zeven tijden" worden als zeven jaar opgevat van elk 360 dagen ofwel in totaal 2520 dagen. Deze 2520 dagen worden vervolgens omgezet in 2520 jaar.
Vervolgens hanteren Jehova's getuigen 607 v.Chr. als jaar waarin Jeruzalem werd verwoest door koning Nebukadnezar van Babylon, en in hun chronologie de laatste Joodse koning werd afgezet. Zij geloven dat de "zeven tijden" uit Daniël 4 in dat jaar begonnen en (2520 jaar later) eindigden in 1914. "In dat jaar begon er met de Eerste Wereldoorlog een tot op onze tijd voortdurende periode van verschrikkelijke moeilijkheden. Dit betekent dat Jezus Christus in 1914 als Koning van Gods hemelse regering begon te regeren".

### Eschatologie
Jehova's getuigen zijn een eindtijdbeweging - zij geloven dat de menselijke geschiedenis zich in de eindtijd bevindt. Hun eschatologie staat centraal in hun religieuze opvattingen. Jehova's getuigen geloven dat de eindtijd begon in 1914. In dat jaar vond de wederkomst van Jezus (onzichtbaar) plaats en begon het aftellen naar het zogeheten Armageddon, de oorlog waarin Jezus eenieder die niet tot zijn "schapen" behoort zal vernietigen. Jehova's getuigen noemen de eindtijd ook wel "de laatste dagen". Aan het einde van deze "laatste dagen" volgt in hun eschatologie de "grote verdrukking", die zal beginnen met een aanval van de Verenigde Naties op alle religies behalve Jehova's getuigen. Hierna zet Satan de Verenigde Naties aan tot het aanvallen van Jehova's getuigen en begint Armageddon.
Jarenlang leerden Jehova's getuigen dat Armageddon zou uitbreken binnen één mensengeslacht vanaf 1914. De toepassing van dit mensengeslacht is met het verstrijken van de tijd sinds 1914 een aantal keren opnieuw geïnterpreteerd. Toen de maximale "rek" in de interpretatie ervan (namelijk dat ook degenen die waren geboren in 1914 behoorden tot "het geslacht") begon te naderen, werd een alternatieve interpretatie geïntroduceerd in De Wachttoren. Hierbij werd uitgelegd: "Maar in werkelijkheid heeft een geslacht meer te maken met mensen en gebeurtenissen dan met een vastgesteld aantal jaren." Maar ruim 10 jaar later, toen Armageddon nog altijd niet was uitgebroken, werd definitief de doctrine verlaten dat men eenvoudig 70 à 80 jaar kon optellen bij het jaar 1914. De meest recente herinterpretatie stelt dat deze passage betekent dat er als de "grote verdrukking" uitbreekt nog "gezalfde" Jehova's getuigen op aarde zullen zijn van wie het leven overlapt met "gezalfden" die zich in 1914 bewust waren van de betekenis van de gebeurtenissen in dat jaar: "[Jezus] bedoelde kennelijk dat de levens van de gezalfden die in 1914 het begin van het teken zagen, de levens zouden overlappen van andere gezalfden die het begin van de grote verdrukking zouden zien."
Hoewel het berekenen van de periode vanaf 1914 tot aan Armageddon sinds 2010 tot het verleden behoort, betekent dit niet dat de urgentie van de eschatologie is afgenomen in de boodschap van Jehova's getuigen. Zo wordt de coronapandemie in 2020 beschouwd als een teken dat "ongetwijfeld het laatste deel van het laatste deel van de laatste dagen" is aangebroken.

### Evangelisatie
Het meest opvallende kenmerk van de Jehova's getuigen is hun prediking. Deze evangelisatiearbeid dient door iedere Jehova's Getuige te worden verricht en vormt het meest essentiële onderdeel van hun godsdienstige identiteit. Het is een religieuze plicht, hen door zowel Jezus Christus als door Paulus opgelegd (Matth. 24:14, 2 Tim. 4:2). Wie niet predikt, is geen Jehova's Getuige, aldus de logische consequentie van de eerder genoemde definitie die ze van zichzelf geven. Een niet-evangeliserende gelovige vormt 'geen deel van de organisatie' en 'heeft Christus niet lief', waarmee wordt aangetoond dat eventuele overige indicaties van religieuze toewijding voor een belangrijk gedeelte ondergeschikt zijn aan de predikingsactiviteit (w:1/8/68). Het verkondigen van het 'Goede Nieuws' vindt hoofdzakelijk plaats via huis-aan-huis prediking, de zogenaamde velddienst.

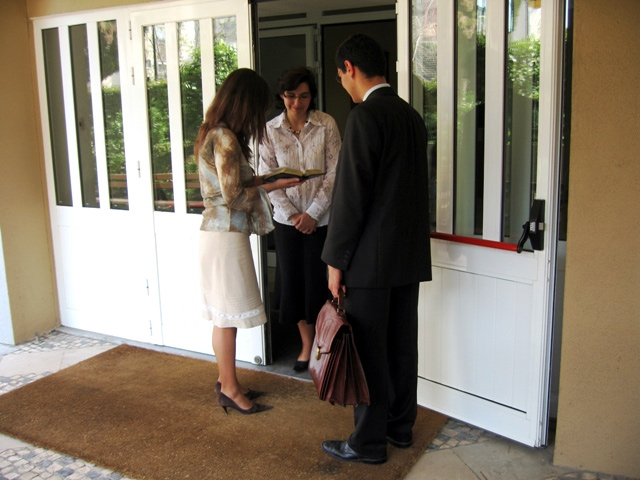
Jehova's getuigen prediken in Sofia

Jehova's getuigen noemen hun evangelisatie "velddienst", "getuigeniswerk" of "(van-huis-tot-huis)prediking" en vinden dat het terecht als hun handelsmerk wordt beschouwd. Het doel van deze evangelisatie is tweeledig: het is een poging anderen te bekeren tot de beweging om zo voor redding in aanmerking te komen (het overleven van Armageddon waarin zeer binnenkort goddelozen zullen worden vernietigd), maar Jehova's getuigen vinden een nog belangrijker reden dat de activiteit wordt beschouwd als "een slachtoffer van lof" voor God.
Iedere Jehova's getuige dient maandelijks een rapportageformulier in te vullen waarop wordt aangegeven hoeveel uur hij/zij aan evangelisatie heeft besteed en met welke resultaten: hoeveel tijdschriften of andere publicaties zijn 'verspreid', hoeveel personen die eerder belangstelling hebben getoond een hernieuwd bezoekje hebben ontvangen, etc. Het Wachttorengenootschap wil hierdoor toezicht houden op de activiteiten van hun leden. Het kan zijn dat "werkers" (door het Wachttorengenootschap aangestelde volle-tijdsevangelisten) moeten worden gestuurd naar bepaalde regio's of dat bepaalde leden aangespoord moeten worden door de ouderlingen om meer tijd aan evangelisatie te besteden.

### Seksualiteit
Seksuele handeling met iemand anders dan de (heteroseksuele) huwelijkspartner wordt "hoererij" genoemd en is een grond voor disciplinaire maatregelen. Een huwelijk kan alleen "Schriftuurlijk" worden ontbonden als een van de partners seksuele handelingen heeft verricht met een ander dan zijn of haar huwelijkspartner; hiermee wordt bedoeld dat de niet-"schuldige" partner alleen dan vrij is om te hertrouwen. Hoewel anale en orale seks theoretisch een grond vormen voor disciplinaire maatregelen, zegt De Wachttoren: "Het staat niet aan de ouderlingen zich te mengen in het intieme leven van gehuwde christenen." Hoewel Jehova's getuigen de mogelijkheid erkennen dat genen en hormonen een rol kunnen spelen bij homoseksualiteit, is het "praktiseren" ervan grond voor disciplinaire maatregelen.
Ook transgenders, mensen die in het verkeerde lichaam worden geboren, en die ervoor kiezen om in de andere rol te leven, kunnen niet langer een van Jehova's getuigen blijven. Daarvoor wordt Deuteronomium 22:5 aangehaald. Dit hoeft niet gepaard te gaan met het beoefenen van ongeoorloofde seksuele handelingen. Het leven als iemand van het andere geslacht wordt op dezelfde lijn geplaatst als schaamteloos, onrein en verfoeilijk gedrag.

### Feestdagen en gebruiken
Jehova's getuigen gebruiken niet de term sacramenten, maar net als de meeste protestantse denominaties en bewegingen, kennen ze wel de doop en vieren ze het Avondmaal.
- Het Avondmaal is de enige religieuze feestdag die Jehova's getuigen collectief vieren. Zij noemen dit ook wel "de Gedachtenisviering" en willen deze, net als de quartodecimanen uit de Oudheid, houden op de avond van de 14e nisan volgens de eerste-eeuwse Joodse maankalender.[77] De viering is eenvoudig: na een lied en gebed wordt een toespraak gehouden over de wijze waarop Jehova's getuigen Jezus' dood interpreteren. Hierna worden - voorafgegaan door twee gebeden - ongezuurd brood en rode wijn aan de aanwezigen doorgegeven. Het zijn symbolen voor het lichaam en bloed van Jezus Christus, maar alleen "gezalfde" Jehova's getuigen mogen van het ongezuurde brood en de rode wijn gebruik maken. Er wordt besloten met nogmaals een lied en gebed.
- Jehova's getuigen hanteren de volwassenendoop door onderdompeling.
- Jehova's getuigen vieren geen kerkelijke feestdagen omdat deze als van heidense oorsprong worden beschouwd. Ook de meeste andere feestdagen vieren ze niet. Het verbod op de viering van verjaardagen stamt uit het jaar 1920. Destijds was de aangevoerde reden voor het verbod de nadruk op het individu; inmiddels is dit vervangen door verwijzingen naar de onthoofdingen die plaatsvonden op de verjaardagen die vermeld worden in de Bijbel. Bruiloften worden wel gevierd, met de reden dat Jezus zelf ook deel nam aan zulke feesten.[78]
- Jehova's getuigen beschouwen zondagsrust als een onbijbels gebruik.[79]
- Roken, drugsgebruik en dronkenschap zijn een grondslag voor uitsluiting. Op matig gebruik van alcohol, koffie en andere (licht) verslavende middelen staan geen sancties.

### Bloedtransfusies en vaccinaties
Jehova's getuigen weigeren bloedtransfusie, maar zij accepteren alternatieve behandelmethoden. Het Besturend Lichaam schrijft voor dat transfusies van volbloed en bepaalde bestanddelen van bloed (plasma, erytrocyten, leukocyten, trombocyten) niet acceptabel zijn (op straffe van uitsluiting). Op het accepteren van andere bestanddelen (zoals albumine) is geen sanctie van toepassing; er is een lijst van de bestanddelen die een Jehova's getuige mag accepteren zonder dat sancties volgen.
Vanwege de risico's die dit standpunt oplevert, heeft de Nederlandse Afdeling bestuursrechtspraak van de Raad van State bepaald dat Jehova's getuigen niet in aanmerking komen voor adoptie van een buitenlands kind.
Van 1931 tot 1961 was het accepteren van een vaccinatie een reden voor uitsluiting. In 1952 schreef het Besturend Lichaam dat het Wachttorengenootschap niet aansprakelijk kon worden gesteld voor de gevolgen van het weigeren van vaccinaties. In 1961 schreven ze dat het accepteren van vaccinaties geen grond meer was voor uitsluiting. In Ontwaakt! van 1993 ontkende het Besturend Lichaam het eerdere standpunt inzake vaccinaties en stelde dat in hun geschriften altijd was gezegd dat het een kwestie van het geweten was.

### Houding tegenover de wereld

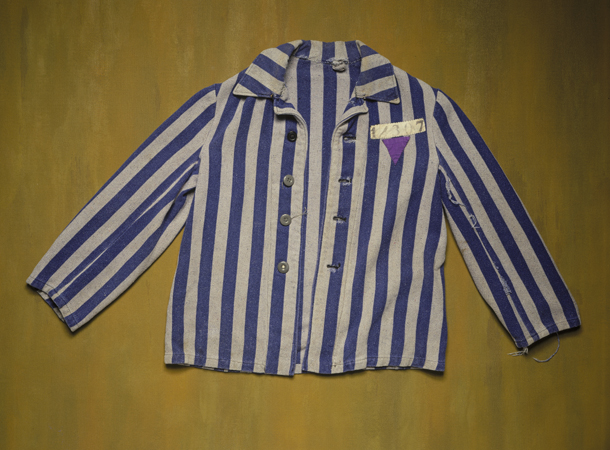
In concentratiekampen in nazi-Duitsland waren Jehova's getuigen aan een paarse driehoek te herkennen

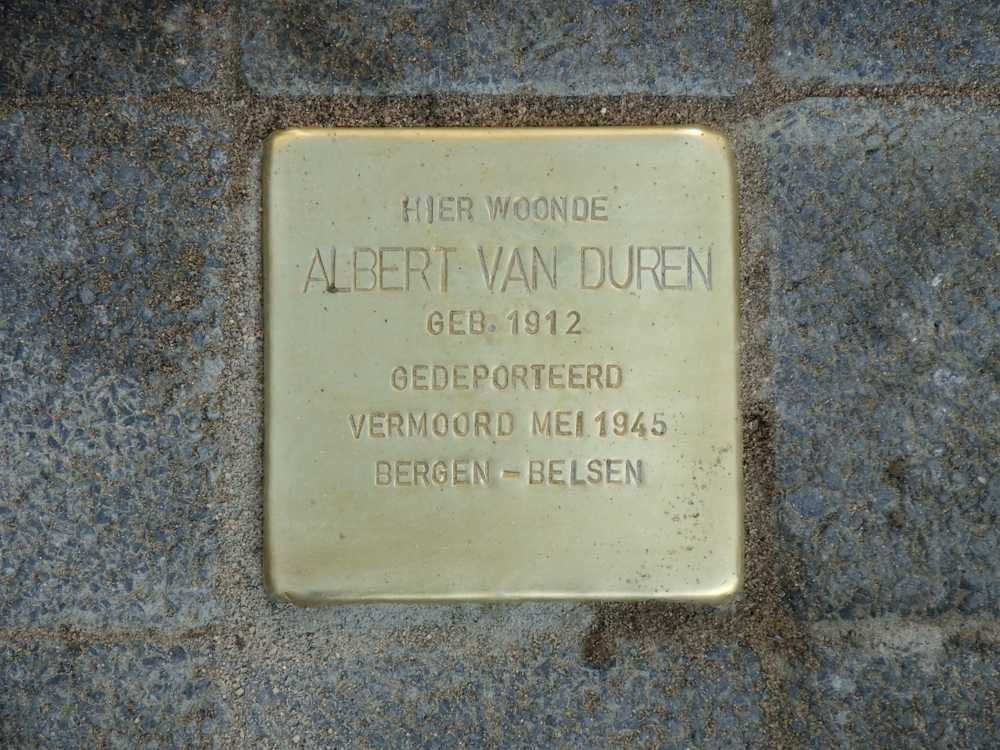
Stolperstein in Tiel voor Jehova's getuige Albert van Duren

Jehova's getuigen gehoorzamen de overheid zolang wetgeving niet in strijd is met hun interpretatie van Gods wetten. Zij stemmen niet en nemen niet actief deel aan door de overheid opgezette programma's, bijvoorbeeld ter verbetering van een wijk of iets dergelijks. Ook weigeren ze de vlag te groeten en militaire dienst te verrichten, hoewel zij geen aanhangers zijn van pacifisme.
Vanwege hun dienstweigering en omdat ze ook vervangende dienst weigerden, werden Jehova's getuigen in Nederland tot de jaren 1970 tot  gevangenisstraf veroordeeld. Sinds een wijziging van inzicht ("nieuw licht") in 1996 wordt vervangende dienst gezien als een vorm van belasting. In de voorgaande jaren werden Jehova's getuigen die wel vervangende dienst accepteerden uitgesloten. In sommige landen werden Jehova's getuigen die vervangende dienst weigerden langdurig gevangengezet.
Conflicten met totalitaire regimes waren vaak grimmig van aard, inclusief veroordelingen tot concentratiekampen en executies in nazi-Duitsland en communistische regimes. In april 1933 werden de Bibelforscher (zoals Jehova's getuigen op dat moment heetten in Duitsland) verboden door de nazi's. Snel hierna werden de eerste Jehova's getuigen gevangengenomen en overgebracht naar kampen. Daar kregen ze een paarse driehoek, wat hen moest onderscheiden van andere gevangenen. Jehova's getuigen behoorden daarmee samen met de Joden tot de eerste vervolgden van de nazi's.
De kwestie van de vlaggengroet heeft in de Verenigde Staten geleid tot rechtszaken voor het Hooggerechtshof; deze zijn uiteindelijk gewonnen door de Jehova's getuigen, zodat zij (en anderen) vrijgesteld zijn van de vlaggengroet.
Omdat het Besturend Lichaam regelmatig ontraadt om een "wereldse carrière" op te bouwen, volgen relatief weinig Jehova's getuigen hogere opleidingen (HBO of universiteit).

### Disciplinair beleid
Jehova's getuigen hebben een canoniek rechtssysteem. De kerkelijke rechtbank wordt ad hoc samengesteld en een "(rechterlijk) comité" genoemd.
Jehova's getuigen passen een strikt kerkelijke tucht toe met betrekking tot overtredingen van wat het Besturend Lichaam beschouwt als Bijbelse verboden en geboden. De beweging kent een actieve vorm van excommunicatie, die zij "uitsluiting" noemen. Indien een lid wordt uitgesloten, is het andere leden van de beweging niet toegestaan met de uitgeslotene te spreken of zelfs maar een groet tot hem te richten, op straffe zelf uitgesloten te worden. Dit geldt ook voor familieleden; alleen voor nog bij elkaar wonende gezinsleden en zeer dringende aangelegenheden waarbij contact onvermijdelijk is, wordt een uitzondering gemaakt.

## Organisatiestructuur
Het wereldwijde bestuur van Jehova's getuigen zetelt in New York (VS) en wordt het Besturend Lichaam genoemd. Het bestaat sinds 2018 uit 8 oudgediende mannen. Selectie voor het Besturend Lichaam vindt plaats op basis van coöptatie. Jehova's getuigen geloven dat Jehova (God) de leden van het Besturend Lichaam kiest. Het Besturend Lichaam houdt kantoor op het hoofdkantoor van het Wachttorengenootschap. Voorheen waren de leden van het Besturend Lichaam ook de directieleden van het Wachttorengenootschap, maar dit is tegen het einde van de twintigste eeuw losgelaten. Voormalig lid van het Besturend Lichaam Raymond Franz dacht dat dit was om de theologische en juridische verantwoordelijkheid te scheiden in verband met mogelijke claims.
Robert Ciranko is president van de Watch Tower Bible en Tract Society of Pennsylvania.

### Regionale en lokale regelingen
Jehova's getuigen zijn allen toegewezen aan een gemeente, de lokale groep getuigen. Deze bestaat doorgaans uit 50 tot 125 'verkondigers' (Jehova's getuigen die maandelijks rapporteren dat zij van deur-tot-deur evangeliseren). Het bestuur van een gemeente is in handen van ouderlingen. Voor meer praktische zaken maakt men gebruik van 'dienaren in de bediening'. Alleen mannelijke verkondigers kunnen officiële functies bekleden in de regelingen van het Besturend Lichaam.
Een gemeente komt tweemaal per week collectief samen. Tijdens deze vergaderingen worden daarvoor aangewezen publicaties van het Wachttorengenootschap besproken. De belangrijkste publicatie is De Wachttoren, waarmee de wekelijkse bestudering van een artikel daaruit de belangrijkste bijeenkomst betreft. De plaats voor een bijeenkomst heet koninkrijkszaal.
Een groep gemeenten vormt een 'kring' die onder toezicht staat van een 'kringopziener', een regionaal inspecteur van het Wachttorengenootschap (elke 3 à 4 jaar wordt een nieuwe kringopziener toegewezen). Hij bezoekt tweemaal per jaar elke gemeente in het aan hem toegewezen gebied, waarbij hij de boekhouding en de algemene (geestelijke) status en activiteiten van de gemeente controleert. Tijdens zijn bezoeken aan een gemeente stelt hij (op basis van voorstellen van de plaatselijke ouderlingen) de ouderlingen en 'dienaren in de bediening' aan. Op kringniveau komen de getuigen tweemaal per jaar samen, tijdens een 'kringvergadering'.
Op bovenregionaal niveau vindt eenmaal per jaar een grote vergadering van Jehova's getuigen plaats: een meerdaags congres (dit duurt meestal drie dagen). De activiteiten in grotere gebieden worden door een 'bijkantoor' gecontroleerd. Een bijkantoor gebied valt meestal samen met lokale landsgrenzen. Op een van de twee kringvergaderingen is steeds een vertegenwoordiger van het bijkantoor aanwezig.

## Kritiek
Er is op verscheidene gronden kritiek op Jehova's getuigen.

Van vele kanten is het WTG [Wachttorengenootschap] aangevallen op een aantal omstreden doctrines en de consequenties van de organisatorische structuur op de individuele volgeling. Ook dit is verre van een unieke eigenschap in de totale reeks van kenmerken van talloze hiërarchisch geleide fundamentalistische religieuze bewegingen. De controverse wordt mede veroorzaakt door het feit dat het doctrinaire stelsel van de JG weinig stabiliteit kent. Wie kennis neemt van het ideeëngoed van stichter Russell ten tijde van de eeuwwisseling, zal maar weinig herkennen van de huidige leerstellingen.

### Behandeling van seksueel (kinder)misbruik
Er is internationaal veel kritiek (ook van overheidswege) op de richtlijnen van het bestuur van Jehova's getuigen voor de behandeling van seksueel (kinder)misbruik. De kritiek betrof vooral de volgende onderdelen:
- Aangifte doen van het misbruik bij de wereldlijke autoriteiten wordt altijd ontmoedigd.[94] Degenen die toch aangifte doen, worden stelselmatig gestigmatiseerd.
- De procedures van interne rechtspraak zijn psychisch heel schadelijk voor de slachtoffers. Zo zijn slachtoffers (ook kinderen) verplicht hun "beschuldiging" in persoon en in aanwezigheid van de dader te herhalen. Hierbij wordt vaak doorgevraagd naar de (buitengewoon intieme) details.
- Ook is de interne richtlijn dat er minimaal twee getuigen moeten zijn van het misbruik,[95] waarvan bij kindermisbruik uiteraard maar zelden sprake is. Als de beschuldigde de "beschuldiging" ontkent, wordt degene die de "beschuldiging" deed beschuldigd van laster en worden op basis daarvan disciplinaire maatregelen getroffen.
- Door de procedures van interne rechtspraak, waarbij de pedofilie niet werd bekendgemaakt (zelfs als de beschuldigde had bekend), krijgt een dader de kans in herhaling te vallen.

#### Internationale situatie
In 2002 zond de BBC de documentaire "Suffer the Little Children" uit. Hierin werd bovenstaande kritiek aan de hand van casuïstiek geïllustreerd en werd T. Jaracz, een lid van het Besturend Lichaam, gevraagd om een reactie. Hij zei eerst dat de richtlijnen waren gebaseerd op wetgeving inzake privacy, maar na aandringen van journalist Betsan Powys zei hij: "Weet U, de Bijbel zegt: 'Ga niet buiten de dingen die geschreven staan.' Wij gaan niet buiten wat geschreven staat." Ook werd in de documentaire William Bowen geïnterviewd. Hij richtte in 2001 de stichting "Silentlambs" op.
Met name twee processen in het Verenigd Koninkrijk (2014) en Australië (2015) hebben aangetoond dat de misstanden voortvloeiden uit beleid dat werd voorgeschreven door het Besturend Lichaam van Jehova's getuigen. De conclusie van de Australische Royal Commission into Institutional Responses to Child Sexual Abuse was: "Wij beschouwen de organisatie van Jehova's getuigen niet als een organisatie die adequaat handelt bij seksueel misbruik van kinderen. ... De manier waarop de organisatie blijft vasthouden aan beleid, zoals de regel dat twee getuigen nodig zijn, laat een ernstig gebrek aan begrip zien inzake de aard van seksueel misbruik van kinderen." Vergelijkbare schandalen elders in de wereld haalden eerder de internationale pers.
In 2021 zond VICE TV de documentaire "Ex Jehovah's Witnesses Speak Out" uit. Hierin onthulde een klokkenluider dat Jehova's getuigen archieven vol hebben met namen en gebeurtenissen rondom seksueel misbruik, voornamelijk bij kinderen. Door de interne procedures van Jehova's getuigen, wordt er vrijwel nooit aangifte gedaan bij de politie.

#### Situatie in Nederland
Vooral de stichting Reclaimed Voices heeft aandacht bij de politiek en het Openbaar Ministerie gevraagd voor mogelijke misstanden bij Jehova's getuigen. Het bestuur van de Jehova's getuigen gaf eerst aan op voorwaarden bereid te zijn tot contact met de stichting, maar heeft deze toezegging later teruggetrokken. Het weigerde ook te reageren op de berichten over seksueel misbruik binnen de kerk of aan te geven van hoeveel gevallen het op de hoogte is.
In augustus 2018 kondigde het Openbaar Ministerie aan strafrechtelijk onderzoek te doen naar het plegen van seksueel geweld binnen de sekte. Het gaat hierbij om aangifte door negen slachtoffers, waarvan vijf via Reclaimed Voices.
Nadat het bestuur van Jehova's getuigen ook had geweigerd mee te werken aan een onderzoek naar de aard en omvang van seksueel misbruik binnen de organisatie, drongen alle partijen in de Tweede Kamer bij het Ministerie van Volksgezondheid, Welzijn en Sport aan op een onafhankelijk onderzoek. Dit onderzoek is eind 2018 gestart onder leiding van prof. dr. Kees van den Bos, hoogleraar Sociale Psychologie aan de Universiteit Utrecht. In januari 2020 is het onderzoeksrapport gepubliceerd. Het bestuur van Jehova's getuigen probeerde publicatie eerst via een kort geding te voorkomen, maar de rechter verwierp de argumenten en stond publicatie toe. Conclusies van de onderzoekers waren "dat Jehova’s getuigen een ernstig probleem hebben wat betreft seksueel misbruik, dat ze beschuldigingen daarover niet (of met tegenzin) aan de politie melden en ‘een verscherpt staatsonderzoek’ nodig hebben omdat zij een ‘gesloten gemeenschap’ zijn. Slachtoffers van seksueel misbruik onder de Jehova’s Getuigen die daar melding van deden, zijn zeer negatief over de behandeling van hun klacht." Minister voor Rechtsbescherming Sander Dekker vond dat het rapport "een uitermate zorgelijk beeld" schetst. In een persbericht liet de minister weten dat het bestuur van Jehova’s getuigen niets wil doen om de aanbevelingen uit het rapport op te volgen. "Ik vind die houding uitermate kwalijk", zei hij daarover.
In december 2023 diende een zaak die Jehova's getuigen hadden aangespannen tegen de Nederlandse staat. Zij stelden dat de staat en minister Dekker Jehova's getuigen hadden gediscrimineerd omdat "alleen hún omgang met seksueel misbruik ... overheidswege onder de loep [is] genomen, terwijl andere religieuze groepen buiten schot bleven". Daarnaast vonden zij "dat Dekker zich stigmatiserend over hen had uitgelaten en meerdere grondrechten had geschonden door maatregelen die hij voorstelde, nadat de Universiteit Utrecht het onderzoek had uitgevoerd". Op 13 december 2023 oordeelde rechtbank te Den Haag dat er geen sprake was van discriminatie. "Volgens de rechtbank was het niet nodig om ook bij andere kerkelijke organisaties zo'n onderzoek te laten doen, want er waren op dat moment geen signalen dat daar de afhandeling van dergelijke klachten niet in orde was."

#### Verschoningsrecht voor ouderlingen
In mei 2020 oordeelde de rechtbank Overijssel dat ouderlingen van Jehova's getuigen in hun hoedanigheid van lid van een rechterlijk comité niet vallen onder het verschoningsrecht. "Een ouderling die onderzoek doet in een misbruikzaak, verleent geen geestelijke zorg, stelt de rechter." De Christelijke Gemeente van Jehovah's Getuigen is hiertegen in beroep gegaan. Op 19 januari 2021 deed de Hoge Raad uitspraak en stelde dat ouderlingen van Jehova’s getuigen in uitzonderlijke gevallen verschoningsrecht kunnen hebben.

### Afgedwongen sociaal isolement en uitsluiting
Sociale contacten buiten de groep worden afgeraden en waar ze wel plaatsvinden, vooral gezien als mogelijkheden tot prediking. Dit maakt de leden sociaal erg afhankelijk van de groep. Als een lid wordt 'uitgesloten' valt de groep weg (Jehova's getuigen mogen niet spreken met uitgeslotenen) en daarmee vaak het volledige sociale netwerk. Deze regels zijn ook van toepassing op familieleden. Dit is een machtig wapen dat volgens critici en ex-leden (ook als dreigmiddel) veelvuldig wordt gebruikt om kritische leden de mond te snoeren. Degenen die vrijwillig uit de organisatie stappen, worden 'teruggetrokken' genoemd. Op hen zijn dezelfde regels van toepassing als op uitgeslotenen, dus die stap wordt bijzonder moeilijk gemaakt gezien de sociale consequenties.
Kinderen van Jehova's getuigen hebben het soms moeilijk, doordat hun gedrag stuit op onbegrip en soms pesten of intolerantie van anderen. Ze vallen op doordat ze bijvoorbeeld geen verjaardagen of Sinterklaas vieren en hun ouders vergezellen bij het van-huis-tot-huiswerk.
Voor kinderen is het vaak moeilijk te doorzien wat (in sociologische terminologie) de "frontstage" en de "backstage" is. Op bijeenkomsten en in publicaties wordt voortdurend aangespoord tot het nastreven van een carrière als volle-tijdsevangelist (de "backstage"), maar op andere plaatsen wordt ontraden dit te communiceren aan de buitenwereld (de "frontstage"), zoals in toewijzingszaken voor de rechter. Deze verdraaiing van de werkelijkheid wordt door sommige critici ook frauduleus genoemd.

### Nadruk op de prediking
Jehova's getuigen staan vooral bekend doordat ze met anderen over de Bijbel willen spreken of op de Bijbel gebaseerde lectuur willen aanbieden. Deze prediking is voor alle leden verplicht en wordt door veel mensen aangeduid als "langs de deuren gaan". Hoewel "de voet tussen de deur zetten" slechts spreekwoordelijk is, wekt het "langs de deuren gaan" vaak ergernis op.
Naast het gedwongen karakter van de prediking, is er ook kritiek op het exclusieve karakter ervan als "dienst". In De Wachttoren wordt het van-huis-tot-huis werk "de apostolische methode" genoemd waarvoor "geen vervanging" is. Degenen die het niet met deze interpretatie eens zijn, wijzen erop dat er geen enkel verslag in de Bijbel staat van Jezus of een apostel die van deur tot deur gaat ter evangelisatie, maar wel van spreken in tempels, op openbare pleinen en in particuliere huizen van mede-christenen.
Hoewel de redactie van de Nieuwewereldvertaling in Handelingen 5:42 en 20:20 kiest voor het woordgebruik "van huis tot huis", wijzen critici erop dat dit niet onaangekondigde bezoeken aan niet-groepsleden betreft volgens het model dat Jehova's getuigen hanteren. Dit zou bijvoorbeeld blijken uit het gebruik van de term in Handelingen 20:20, waar Paulus tot zijn medegelovigen zegt dat hij hen "van huis tot huis" heeft onderwezen. Ook de voetnoot van deze tekst in de Nieuwewereldvertaling spreekt van de alternatieve vertaling "in particuliere huizen".

### 1914
Een belangrijke controverse richt zich op de 1914-doctrine. Dat begon met de voorspelling van Russell, die ruim een eeuw geleden profeteerde dat het einde van de wereld zich in 1914 zou voltrekken (ssII:99). Toen het voorzegde einde uitbleef, werd de betekenis van het jaartal geherinterpreteerd tot de huidige exegese: Jezus begon in 1914 zijn regering over het koninkrijk en het aftellen tot de uiteindelijke Apocalyps ving toen aan. ... Afgezien van deze leerstellige mutaties, kleeft er tevens een fundamenteel probleem aan de berekening die aan '1914' ten grondslag ligt. Niet alleen is de constructie van de 2520 jaren op basis van uiteenlopende Bijbelse fragmenten - een overigens gangbare calculus in het Amerikaanse millennistische milieu (zie Boyer 1992:88) - uitermate arbitrair, de werkelijk zwakke plek is de aanname van de verwoesting van Jeruzalem in 607 v.Chr.. De veronderstelde gebeurtenissen in dat jaar, uitgangsdatum voor de 2520 jaar, vinden namelijk onder godsdiensthistorici en archeologen geen enkele bevestiging".

Hoewel, zoals zojuist geciteerd, "godsdiensthistorici en archeologen geen enkele bevestiging" vinden voor 607 v.Chr. als datum voor de vernietiging van Jeruzalem, proberen incidenteel sommige Jehova's getuigen op persoonlijke titel een verdediging op te bouwen rondom 607 v.Chr. en de gebeurtenissen die in dat jaar zouden hebben plaatsgevonden. Het bekendste voorbeeld hiervan zijn de werken van Rolf Furuli, die beweert dat bepaalde kleitabletten uit de Neo-Babylonische periode niet passen in de wetenschappelijk geaccepteerde chronologie. In een recensie van een publicatie van Furuli's werken schreef Lester L. Grabbe, hoogleraar theologie aan de Universiteit van Hull, in een uitgave van 2004 van het Journal for the Study of the Old Testament: "Hier hebben we weer een amateur die probeert wetenschappelijke geschiedenis te herschrijven. Furuli geeft weinig aanwijzingen dat hij zijn theorieën heeft laten toetsen door specialisten op het gebied van Mesopotamische astronomie of Perzische geschiedenis."

### Bloedtransfusie
Een mediagevoelige kritiek betreft het verbod op bloedtransfusies, vooral wanneer het kinderen betreft die zelf nog geen keuze kunnen maken. Zowel inhoudelijk is er kritiek op die leer als op de inconsistenties ervan. Een voorbeeld van inconsistentie in dit verband is het standpunt tegenover bloedplasma. Bloedplasma bestaat voor ongeveer 92 procent uit water; de rest bestaat uit kleine bloedbestanddelen zoals globulines, fibrogenen en albumine. Elk van deze bestanddelen afzonderlijk wordt beschouwd als een zaak van het persoonlijke geweten van de getuige, maar een transfusie van deze componenten in samengevoegde vorm (dus als bloedplasma) is een grondslag voor excommunicatie (uitsluiting).
Zoals uit bovenstaand voorbeeld blijkt, wordt het verbod ook toegepast op bloedbestanddelen en zijn transfusies van witte of rode bloedcellen verboden. Maar andere componenten worden wel toegestaan (zoals de genoemde kleine bloedbestanddelen ofwel bloedfracties). Critici wijzen vaak op het in hun ogen arbitraire karakter van de samenstelling van categorieën van verboden en toegestane bestanddelen.

### Bloedschuld
Omdat bepaalde regels binnen deze organisatie in de loop der jaren zijn aangepast (op sommige punten versoepeld), is het mogelijk dat er in het verleden fatale beslissingen zijn opgelegd door groepsdruk, die later door nieuwe interpretatie ("nieuw licht") tot een andere situatie zouden kunnen leiden. Een voorbeeld hiervan zijn sterfgevallen die voortvloeiden uit de weigering van orgaantransplantaties vanwege het verbod hierop (orgaantransplantaties worden in de huidige interpretatie aan het eigen geweten overgelaten, maar waren voorheen grondslag voor uitsluiting). Sommigen beweren om deze reden dat het Besturend Lichaam zich hierdoor in zekere zin bloedschuld op de hals heeft gehaald.
Hetzelfde geldt voor het eerdere standpunt inzake dienstweigering. In het Besturend Lichaam van Jehova's getuigen was een meerderheid al sinds eind jaren 1970 vóór afschaffing van sancties op het accepteren van vervangende dienst, maar bleef dit gehandhaafd tot 1996 omdat de benodigde tweederdemeerderheid die noodzakelijk is om een doctrinaire wijziging ("nieuw licht") door te voeren met één stem niet werd gehaald. Het Besturend Lichaam heeft op geen enkele wijze excuses aangeboden aan degenen die hierdoor werden getroffen.

### Niet-uitgekomen voorspellingen

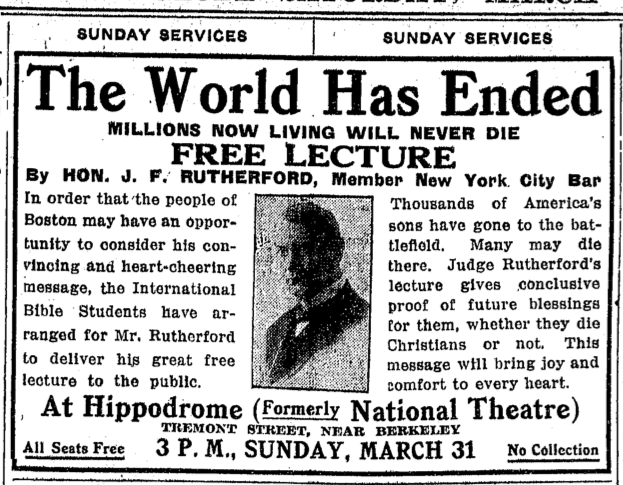
Advertentie voor Rutherfords lezing: "De wereld is geëindigd - Miljoenen die nu leven zullen nooit sterven"

Jehova's getuigen hebben verschillende profetieën gepubliceerd die niet zijn uitgekomen. Russell geloofde aanvankelijk dat in 1874 Jezus' onzichtbare tegenwoordigheid begon en het begin van de oorlog van Armageddon markeerde, later wijzigde hij dit in 1878 en weer later in 1881 en ten slotte in 1914. Tot aan zijn dood in 1916 hield hij vol dat de Eerste Wereldoorlog zou culmineren in Armageddon.
Rutherford voorspelde dat het herstel tot het aardse Paradijs zou starten in 1925, gemarkeerd door de opstanding van "oude getrouwe" "vorsten" als Abraham, Jozef en David. Om een waardige huisvesting te verschaffen aan de uit de doden herrezen aartsvaders, de "vorsten" van de "Nieuwe Wereld", zamelden de Bijbelonderzoekers geld in om in San Diego, Californië een paleis te laten bouwen: Beth Sarim ("Huis van de Vorsten"). In de periode ter overbrugging totdat de "vorsten" waren opgestaan, bewoonde toenmalig president van het Wachttorengenootschap Joseph Franklin Rutherford het in de winter, volgens het Wachttorengenootschap om gezondheidsredenen. In werkelijkheid leefde Rutherford een groot deel van zijn laatste jaren in dit paleis en stierf er uiteindelijk ook.
Een recenter voorbeeld is de verwachting inzake de komst van Armageddon in 1975. Hoewel de formulering in dat geval veel minder stellig was dan eerdere voorspellingen, was het effect gelijk aan dat van 1925.
Vanwege de revisionistische geschiedschrijving door het Besturend Lichaam, zijn leden van de beweging vaak niet op de hoogte van de werkelijke aard van de profetieën die hun leiders hebben gepubliceerd. Daar komt bij dat oudere publicaties lastig te verkrijgen zijn en niet meer worden gebruikt bij diensten van de beweging.